# Снежана Борисова
Снежана Борисова е българска народна певица.

## Биография
Снежана Борисова е родена през 1955 година в Горни Лозен, Софийско, където от детска възраст пее местни фолклорни песни. Завършва Икономическия техникум, след което кандидатства в естрадния отдел на Държавната музикална академия, но не е приета. Известно време живее в Пловдив, където работи в системата на Централния кооперативен съюз и се опитва да постъпи във Фолклорен ансамбъл „Тракия“, но през 1983 година получава място в Държавния фолклорен ансамбъл „Филип Кутев“ в София.
В Ансамбъл „Филип Кутев“ Борисова преминава през интензивно обучение, приспособявайки се към характерните за стила му тежки обработки на фолклорна музика от цялата страна. Още в Пловдив през октомври 1982 година прави първите си записи за радиото в съпровод на Средногорската тройка. От 1983 година записва в София традиционни лозенски песни, първоначално едногласно, а след това и многогласно с други певици от Ансамбъл „Филип Кутев“.
Снежана Борисова е включена в създадения по инициатива на композитора Стефан Драгостинов Квинтет „Лозенки“ в рамките на Ансамбъл „Филип Кутев“, който изпълнява негови обработки на лозенски песни. Изпълнения на квинтета са включени в издадения през 1988 година в Япония албум на ансамбъла, който има голям търговски успех там. По това време записва с Павлина Горчева и Кунка Желязкова песента „Ой, шопе, шопе“ в обработка на Стефан Мутафчиев, която е масирано излъчвана в медиите и придобива широка популярност.
От началото на 90-те години Борисова все по-често се включва в различни проекти, интегриращи народна музика в други жанрове и контексти. Стефан Мутафчиев включва нейно изпълнение на песента „Сокол ми литна“ в композиран от него джаз балет, с Квинтет „Лозенки“ записва музика за анимационни филми, с Теодосий Спасов – за куклен театър, сътрудничи на Мариус Куркински в театралния му моноспектакъл „Евангелие по Матея“.
През 1990 година записва с продуцента Димитър Пенев първия си самостоятелен албум „Снежана – дискофолк“, който заради липса на финансиране е издаден едва през 1994 година. Също в сътрудничество с Пенев участва в групата Трио „Българка – Пенев“ (заедно с Мая Денчева и Стоянка Бонева), която издава един албум през 1994 година.
В началото на 1995 година Снежана Борисова участва групата от певици от Ансамбъл „Филип Кутев“, която записва част от музиката на Горан Брегович за филма „Ъндърграунд“. Малко по-късно тя напуска Ансамбъл „Филип Кутев“ и се включва, заедно с Людмила и Даниела Радкова, в създадения от Брегович голям музикален ансамбъл, с който работи до 2000 година. С него те изпълняват фрагменти от няколко български народни песни („Чичовите конье“, „Янината майкя“, „Заиграло лаленце“, „Събрали се девет села“, „Мори овчар стои на брегове“), интегрирани в еклектичните композиции на Брегович. Ансамбълът изнася концерти в най-престижните световни сцени – „Олимпия“ в Париж, Кралската фестивална зала в Лондон, „Санта Чечилия“ в Рим, на Акропола в Атина, гостува на международния фестивал в Сан Ремо и на джазфестивалите в Монтрьо (Швейцария) и Сопот (Полша).
След като се разделя с групата на Горан Брегович, Борисова изпълнява вокални партии в няколко кинопродукции, главно на италианския композитор Карло Силиото, сред които „Свети Павел“ и „Юлий Цезар“, както и италианските „Черната завеса“ и „Лурдс“. По същото време тя създава с Цветан Чобанов и Ясмин Исинов групата „Трансформейшън“, която през следващите години издава няколко албума, съчетаващи фолклорна и електронна музика. През 2004 г. е издава албума „Българско фолклорно наследство“, който включва 27 народни песни.
Певицата е и преподавател по народно пеене за деца в гр. Златица, Горни Лозен. През 2008 г. създава фолклорна Формация „Димана“, която подготвя бъдещи певци и музиканти.